# Primos
Primos (2011) es una película española dirigida por Daniel Sánchez Arévalo y protagonizada por Quim Gutiérrez, Raúl Arévalo y Adrián Lastra. Es la tercera película del director, aunque su primera comedia, y fue estrenada el 4 de febrero de 2011. Fue rodada en Comillas (Cantabria) durante la primavera de 2010. Obtuvo dos nominaciones de los Premios Goya 2012: al mejor actor revelación (Adrián Lastra) y al mejor actor de reparto (Raúl Arévalo).

## Argumento
Cuando Diego (Quim Gutiérrez) es abandonado por su novia (Nuria Gago) un día antes de la boda, decide irse con sus dos primos al pueblo donde veraneaban de pequeños, Comillas,  con tal de recuperar al primer amor de Diego: Martina (Inma Cuesta). Allí, Diego, su primo Julián (Raúl Arévalo) y su primo José Miguel (Adrián Lastra) se reencontrarán con su pasado y personas que formaran parte de él, como los irreconciliables el Bachi (Antonio de la Torre) y su hija Clara (Clara Lago).

## Elenco
- Quim Gutiérrez como Diego
- Raúl Arévalo como Julián
- Adrián Lastra como José Miguel
- Inma Cuesta como Martina
- Nuria Gago como Yolanda
- Antonio de la Torre como El Bachi
- Clara Lago como Clara
- Alicia Rubio como Toña
- Marcos Ruiz como Dani

## Banda sonora
- Josh Rouse - Quiet Town

## Premios y nominaciones
XXVI edición de los Premios Goya
| Categoría              | Persona       | Resultado |
| ---------------------- | ------------- | --------- |
| Mejor actor de reparto | Raúl Arévalo  | Nominado  |
| Mejor actor revelación | Adrián Lastra | Nominado  |

XXI edición de los Premios de la Unión de Actores
| Categoría                      | Persona             | Resultado |
| ------------------------------ | ------------------- | --------- |
| Mejor actor secundario de cine | Raúl Arévalo        | Ganador   |
| Mejor actor de reparto de cine | Antonio de la Torre | Ganador   |